# Phareicranaus ornatus
Phareicranaus ornatus is een hooiwagen uit de familie Cranaidae.